# Liste der Biografien/Math
Liste der Biografien |
Portal Biografien |
Personensuche
# |
A |
B |
C |
D |
E |
F |
G |
H |
I |
J |
K |
L |
M |
N |
O |
P |
Q |
R |
S |
T |
U |
V |
W |
X |
Y |
Z |
?
 
Ma |
Mb |
Mc |
Md |
Me |
Mf |
Mg |
Mh |
Mi |
Mj |
Mk |
Ml |
Mm |
Mn |
Mo |
Mp |
Mq |
Mr |
Ms |
Mt |
Mu |
Mv |
Mw |
Mx |
My |
Mz
 
Maa |
Mab |
Mac |
Mad |
Mae |
Maf |
Mag |
Mah |
Mai |
Maj |
Mak |
Mal |
Mam |
Man |
Mao |
Map |
Maq |
Mar |
Mas |
Mat |
Mau |
Mav |
Maw |
Max |
May |
Maz
 
Mata |
Matb |
Matc |
Mate |
Matf |
Math |
Mati |
Matj |
Matk |
Matl |
Matm |
Matn |
Mato |
Matr |
Mats |
Matt |
Matu |
Matv |
Matw |
Maty |
Matz
Die Liste der Biografien führt alle Personen auf, die in der deutschsprachigen Wikipedia einen Artikel haben. Dieses ist eine Teilliste mit 480 Einträgen von Personen, deren Namen mit den Buchstaben „Math“ beginnt.

## Math

### Matha
- Mathä, Walter (* 1914), österreichischer Boxer
- Mathabane, Mark (* 1960), südafrikanischer Autor, Tennisspieler und Lehrender
- Mathæussen, Iver (* 1869), grönländischer Landesrat
- Mathæussen, Manasse (1915–1989), grönländischer Kajakfahrer
- Mathæussen, Peter (1892–1949), grönländischer Katechet und Landesrat
- Mathæussen, Samuel (* 1905), grönländischer Katechet und Landesrat
- Mathai, Oliver (* 1968), deutscher Automobilrennfahrer
- Mathai, Wanjira (* 1971), kenianische Umweltschützerin und Aktivistin
- Mathalaimuthu, Ambrose (1925–2009), indischer Geistlicher, Bischof von Coimbatore
- Matham, Jakob (1571–1631), niederländischer Kupferstecher
- Mathambo, Spoek (* 1985), südafrikanischer Musiker, Produzent und Regisseur
- Mathar, Franz (1936–2020), deutscher Schriftsteller und Sachbuchautor
- Mathar, Ludwig (1882–1958), deutscher Schriftsteller
- Mathas, Brad (* 1993), neuseeländischer Mittelstreckenläufer
- Mathäser, Willibald (1901–1985), deutscher Ordensgeistlicher
- Mathäss, Bernhard (* 1963), deutscher Bildhauer
- Mathathi, Martin Irungu (* 1985), kenianischer Langstreckenläufer

### Mathe
- Máthé, Dominik (* 1999), ungarischer Handballspieler
- Mathé, Érick (* 1971), französischer Handballtrainer
- Mathé, Georges (1922–2010), französischer Mediziner
- Mathé, Jules (1915–1995), ungarisch-französischer Fußballspieler
- Mathé, Otto (1907–1995), österreichischer Motorsportler und Erfinder
- Máthé, Sárolta, ungarische Tischtennisspielerin
- Mathea (* 1998), österreichische SängerinMathea (* 1998)

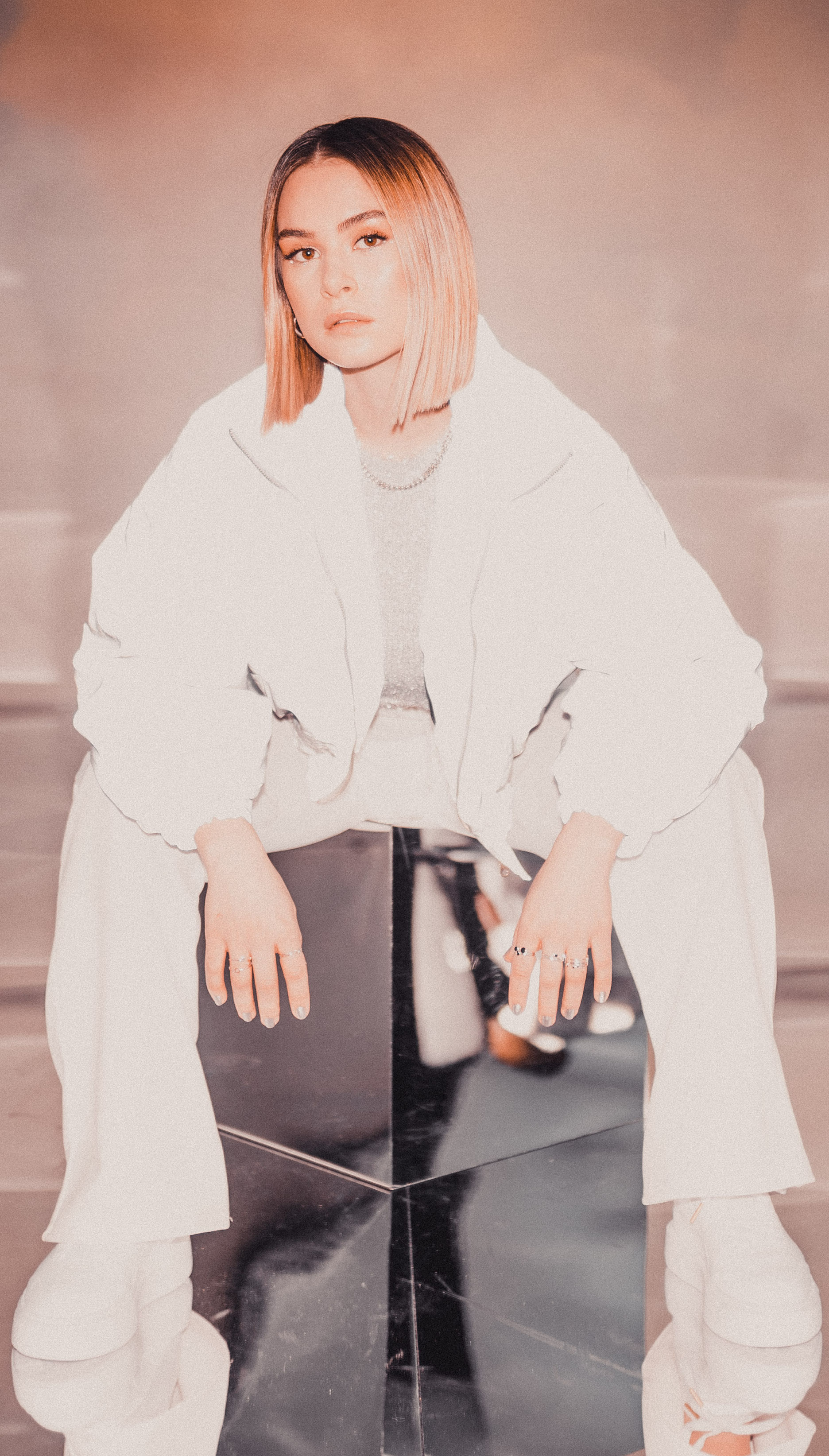
Mathea (* 1998)

- Mathebula, Jeffrey (* 1979), südafrikanischer Boxer im Superbantamgewicht
- Mathebula, Peter (1952–2020), südafrikanischer Boxer im Fliegengewicht
- Mathee Taweekulkarn (* 1986), thailändischer Fußballspieler
- Matheis, Bernhard (* 1955), deutscher Politiker (CDU), Oberbürgermeister von Pirmasens
- Matheis, Dieter (* 1943), deutscher Manager
- Matheis, Hans (1934–2006), deutscher Volksmusikant und Komponist
- Matheis, Helmut (1917–2021), deutscher Typograf, Kalligraf und Grafiker
- Matheis, Jörg (1970–2023), deutscher Schriftsteller
- Matheis, Lara (* 1992), deutsche Leichtathletin
- Matheis, Max (1894–1984), deutscher Schriftsteller
- Matheis, Noah (* 1981), deutscher Schauspieler und Schauspielcoach
- Matheis, Ramona (* 1975), deutsche Fußballspielerin
- Matheis, Saskia (* 1997), deutsche Fußballspielerin
- Matheisen, Rainer (* 1980), deutscher Politiker (FDP), MdL
- Matheja, Gianni (* 2005), deutscher Webvideoproduzent, Podcaster und StudentGianni Matheja (* 2005)

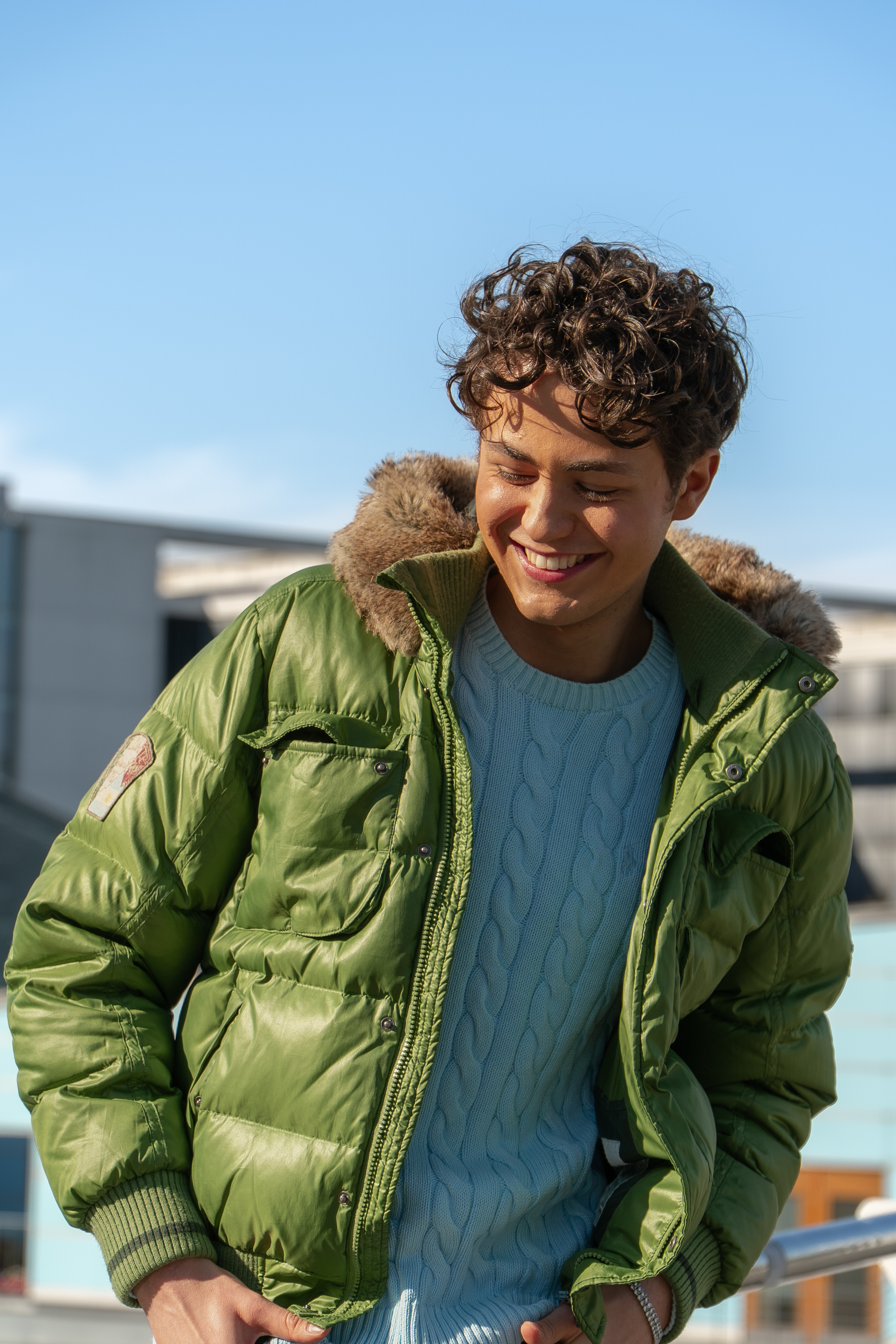
Gianni Matheja (* 2005)

- Mathematics, US-amerikanischer Musikproduzent
- Mathen, Robert-Joseph (1916–1997), belgischer Geistlicher, Bischof von Namur in Belgien
- Mathenesse, Johan van (1596–1653), Gesandter der Niederlande beim Westfälischen Friedenskongress in Münster
- Mathenia, Christian (* 1992), deutscher Fußballtorhüter
- Matheny, KK, US-amerikanische Arena-Football-Spielerin
- Matheny, Luke (* 1976), US-amerikanischer Schauspieler, Drehbuchautor und Regisseur
- Matheos III. Izmirlian (1845–1910), armenisch-apostolischer Patriarch von Konstantinopel
- Matheos, Jim, US-amerikanischer Gitarrist
- Mathéou, Romain (* 1988), französischer Straßenradrennfahrer
- Mather, Aubrey (1885–1958), britischer Theater- und Filmschauspieler
- Mather, Ben (* 1981), australischer Mountainbike- und Straßenradrennfahrer
- Mather, Berkely (1909–1996), britischer Schriftsteller
- Mather, Bruce (* 1939), kanadischer Komponist
- Mather, Cotton (1663–1728), neuenglischer puritanischer Geistlicher und GelehrterCotton Mather (1663–1728)

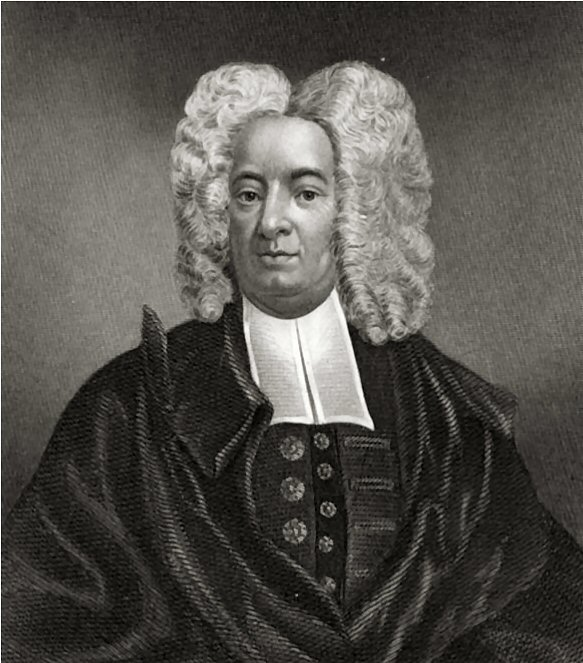
Cotton Mather (1663–1728)

- Mather, Florent (* 1981), französischer Snowboarder
- Mather, George R. (1911–1993), US-amerikanischer Offizier, General der US Army
- Mather, Heidi (* 1978), australische Squashspielerin
- Mather, Increase (1639–1723), puritanischer Pfarrer
- Mather, James, britischer Sounddesigner
- Mather, Jim (* 1947), schottischer Politiker
- Mather, John (1848–1916), australischer Künstler
- Mather, John (1942–2017), US-amerikanischer Mathematiker
- Mather, John Cromwell (* 1946), US-amerikanischer Astrophysiker
- Mather, John Hugh (1887–1957), britischer Marineoffizier und Antarktisreisender
- Mather, Kenneth (1911–1990), britischer Genetiker
- Mather, Kim (* 1951), britischer Automobilrennfahrer
- Mather, Kirtley F. (1888–1978), US-amerikanischer Wissenschaftler
- Mather, Margrethe (1886–1952), US-amerikanische Fotografin
- Mather, Richard (1596–1669), englischer Geistlicher und Vertreter der ersten Puritanergeneration in Neuengland
- Mather, Samuel (1626–1671), englischer puritanischer Geistlicher und Theologe
- Mather, Tom (1888–1957), englischer Fußballspieler
- Matherat, Sylvie (* 1962), französische Politikwissenschaftlerin
- Matherly, Justin (* 1972), US-amerikanischer Plastiker
- Mathern, Carl (1881–1960), deutscher Journalist und Dramatiker
- Matherne, Beverly (* 1946), US-amerikanische Schriftstellerin
- Matheron, Marie (* 1959), französische Schauspielerin
- Mathers, David (1931–2014), schottischer Fußballspieler
- Mathers, George, 1. Baron Mathers (1886–1965), britischer Politiker
- Mathers, Gordon (* 1981), australischer Dartspieler
- Mathers, James (1936–2014), US-amerikanischer Schauspieler, Synchronsprecher und Drehbuchautor
- Mathers, Jerry (* 1948), US-amerikanischer Schauspieler
- Mathers, Moina (1865–1928), englische Künstlerin, Kabbalistin, Okkultistin und Rosenkreuzerin
- Mathers, Mojo (* 1966), neuseeländische Politikerin und erste gehörlose Abgeordnete im Neuseeländischen Parlament
- Mathers, Samuel Liddell MacGregor (1854–1918), englischer Okkultist, Rosenkreuzer und KabbalistSamuel Liddell MacGregor Mathers (1854–1918)

Samuel Liddell MacGregor Mathers (1854–1918)

- Mathes, Adolf (1908–1972), katholischer Priester und Gründer des Katholischen Männerfürsorgevereins München e.V.
- Mathes, André (* 1975), deutscher American-Football-Spieler
- Mathes, Gabriele (* 1960), österreichische Filmregisseurin
- Mathes, Heinz Dieter, deutscher Betriebswirt
- Mathes, Joseph Anton (1800–1874), deutscher Verwaltungsbeamter, MdL (Württemberg)
- Mathes, Karin (* 1955), deutsche Politikerin (Bündnis 90/Die Grünen), MdBB
- Mathes, Karl (1907–1978), deutscher Kommunalpolitiker (CSU)
- Mathes, Linus (* 1996), deutscher Handballspieler
- Mathes, Nikolaus (1845–1921), deutscher Landschafts- und Genremaler
- Mathes, Paul (1871–1923), österreichischer Gynäkologe und Geburtshelfer
- Mathes, Peter (* 1940), deutscher Kardiologe
- Mathes, Reinhold (* 1949), deutscher Fußballspieler
- Mathes, Richard (1940–2005), deutscher römisch-katholischer Geistlicher, Philosophieprofessor und Rektor des Päpstlichen Institut Collegio Teutonico di Santa Maria dell’Anima (1998–2004)
- Mathes, Simone (* 1975), deutsche Hammerwerferin
- Mathes, Steffen (1987–2020), deutscher Jazzmusiker (Trompete, Flügelhorn)
- Mathesdorf, Lutz (* 1963), deutscher Comiczeichner und Kinderbuchautor
- Mathesie, Charlotte (1914–1994), deutsche Fotografin
- Mathesius, Balthasar (1669–1737), deutscher evangelischer Theologe
- Mathesius, Johannes (1504–1565), deutscher Pfarrer und lutherischer ReformatorJohannes Mathesius (1504–1565)

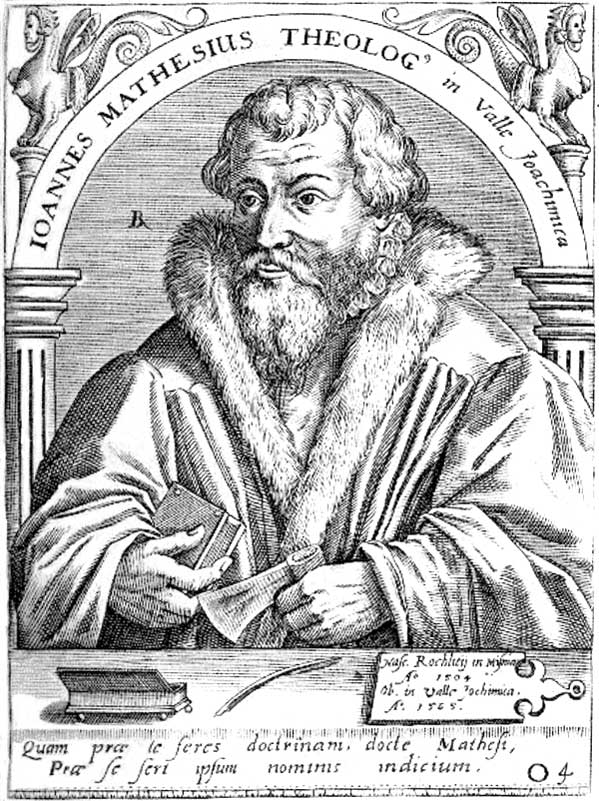
Johannes Mathesius (1504–1565)

- Mathesius, Johannes der Jüngere (1544–1607), deutscher Mediziner
- Mathesius, Paul (1548–1584), deutscher lutherischer Theologe
- Mathesius, Vilém (1882–1945), Linguist und Anglist
- Mathesius, Walther (1859–1945), deutscher Eisenhüttenkundler, Metallurge und Hochschulrektor
- Matheson, Alexander Wallace (1903–1976), kanadischer Politiker, Premierminister von Prince Edward Island
- Matheson, Diana (* 1984), kanadische Fußballspielerin
- Matheson, Diane (* 1936), kanadische Sprinterin
- Matheson, Emily (* 1993), US-amerikanische Eishockeyspielerin
- Matheson, Garrie, kanadische Skirennläuferin
- Matheson, Hans (* 1975), schottischer Film- und Theaterschauspieler
- Matheson, Hugh (* 1949), britischer Ruderer
- Matheson, James (1796–1878), britischer Unternehmer und Politiker
- Matheson, Jim (* 1960), US-amerikanischer Politiker
- Matheson, Luke (* 2002), englischer Fußballspieler
- Matheson, Michael (* 1970), schottischer Politiker
- Matheson, Mike (* 1994), kanadischer Eishockeyspieler
- Matheson, Murray (1912–1985), australischer Schauspieler
- Matheson, Richard (1926–2013), US-amerikanischer SF- und DrehbuchautorRichard Matheson (1926–2013)

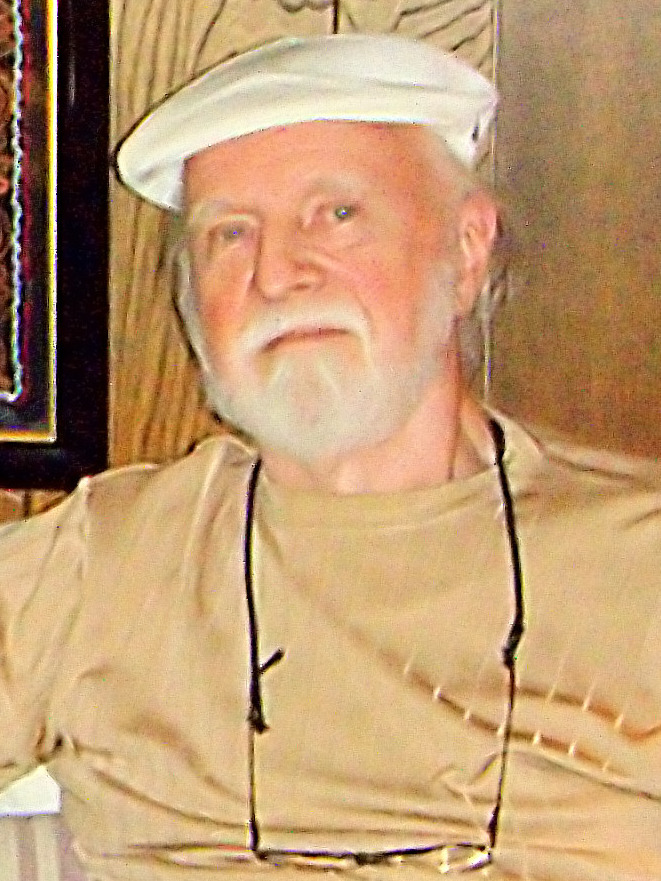
Richard Matheson (1926–2013)

- Matheson, Salve H. (1920–2005), US-amerikanischer Offizier, Generalmajor der US Army
- Matheson, Scott M. (1929–1990), US-amerikanischer Politiker
- Matheson, Tim (* 1947), US-amerikanischer Schauspieler, Regisseur und Produzent
- Matheson, William (1895–1978), bibliophiler Verleger und Autographensammler
- Mathetha, Tsepo (* 1982), lesothischer Fußballspieler
- Matheu Chicola, Domingo (1765–1831), spanisch-argentinischer Geschäftsmann und Politiker
- Matheus Henrique (* 1997), brasilianischer Fußballspieler
- Matheus Sávio (* 1997), brasilianischer Fußballspieler
- Matheus von Salerno († 1193), Familiar König Wilhelms II. von Sizilien
- Mathéus, Jakob (1862–1946), bayerischer Regierungspräsident in der Rheinpfalz
- Matheus, Jonas (* 1986), namibischer Boxer
- Matheus, Melany del Pilar (* 2001), kubanische Diskuswerferin
- Matheus, Michael (* 1953), deutscher Historiker
- Matheus, Rudi (1935–2019), deutscher Fußballspieler
- Matheuz, Diego (* 1984), venezolanischer Dirigent und Geiger
- Mathew, Arnold (1852–1919), britischer Priester und Bischof einer freibischöflichen Kirche
- Mathew, Bibin (* 1987), indischer Sprinter
- Mathew, Elijah (* 2000), kenianischer Sprinter
- Mathew, Felton (1801–1847), britischer Geodät, Neuseelands erster Surveyor-General
- Mathew, George J. (* 1939), indischer Politiker
- Mathew, Gervase (1905–1976), britischer Ordensgeistlicher und Byzantinist
- Mathew, Ifeanyi (* 1997), nigerianischer Fußballspieler
- Mathew, Jisna (* 1999), indische Leichtathletin
- Mathew, Mark Brian (* 1962), anglo-deutscher Filmemacher und Autor
- Mathew, Simon (* 1983), dänischer Popsänger
- Mathew, Suleka, kanadische Schauspielerin
- Mathew, Theobald (1790–1856), irischer Ordensgeistlicher (Kapuziner) und Gründer einer irischen Abstinenzbewegung
- Mathewos, Woldeghiorghis (* 1940), äthiopischer, römisch-katholischer Geistlicher, emeritierter Apostolischer Vikat von Hoasanne
- Mathews Mar Barnabas (1924–2012), indischer Geistlicher und Metropolit der Malankara Orthodox-Syrischen Kirche
- Mathews, Alexis (* 1991), US-amerikanische Volleyballspielerin
- Mathews, Angelo (* 1987), sri-lankischer Cricketspieler
- Mathews, Arthur Frank (1860–1945), US-amerikanischer tonalistischer Maler
- Mathews, Charles (1776–1835), britischer Schauspieler
- Mathews, Dan (* 1964), US-amerikanischer Autor, Vizepräsident von PETA
- Mathews, David († 1800), britisch-amerikanischer Rechtsanwalt, Bürgermeister von New York
- Mathews, Eddie (1931–2001), US-amerikanischer Baseballspieler und -manager
- Mathews, Ellen Buckingham (1853–1920), englische Schriftstellerin
- Mathews, F. David (* 1935), US-amerikanischer Politiker
- Mathews, Frank A. (1890–1964), US-amerikanischer Politiker
- Mathews, George (1739–1812), britisch-amerikanischer Politiker und zweimaliger Gouverneur von Georgia
- Mathews, George Arthur (1852–1941), US-amerikanischer Politiker
- Mathews, Gregory (1876–1949), australischer Ornithologe und Sachbuchautor
- Mathews, Harlan (1927–2014), US-amerikanischer Politiker der Demokratischen Partei
- Mathews, Harry (1930–2017), US-amerikanischer Schriftsteller und ÜbersetzerHarry Mathews (1930–2017)

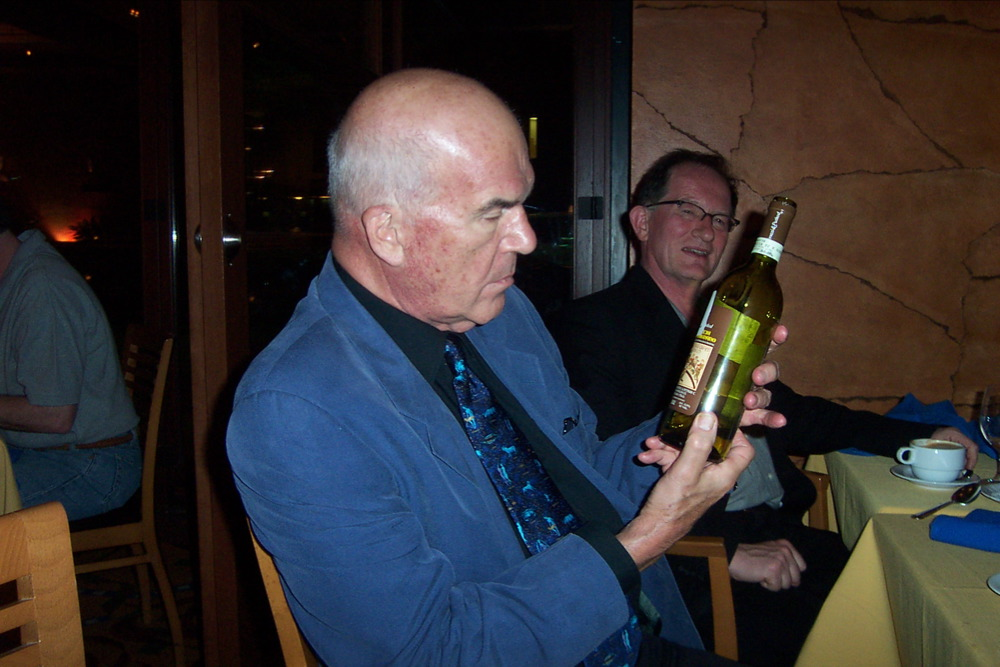
Harry Mathews (1930–2017)

- Mathews, Henry (1834–1884), US-amerikanischer Politiker
- Mathews, Henry (1966–2006), deutscher Journalist und Konzernkritiker
- Mathews, James (1805–1887), US-amerikanischer Politiker
- Mathews, Janet Elizabeth (1914–1992), australische Musiklehrerin
- Mathews, Jasmine (* 1991), US-amerikanische Schauspielerin
- Mathews, John (1744–1802), US-amerikanischer Politiker
- Mathews, Josh (* 1980), US-amerikanischer Journalist und Wrestling-Moderator
- Mathews, Karenza (* 1950), englische Tischtennisspielerin
- Mathews, Kerwin (1926–2007), US-amerikanischer Filmschauspieler
- Mathews, Larry, irischer Musiker aus dem County Kerry
- Mathews, Larry (* 1955), US-amerikanischer Schauspieler
- Mathews, Luke (* 1995), australischer Mittelstreckenläufer
- Mathews, Marlene (* 1934), australische Leichtathletin
- Mathews, Mat (1924–2009), niederländischer Jazzmusiker
- Mathews, Max (1926–2011), US-amerikanischer Pionier der Computermusik
- Mathews, Peter (1951–2017), irischer Politiker
- Mathews, Peter (* 1951), deutscher Publizist und Schriftsteller
- Mathews, Robert Jay (1953–1984), US-amerikanischer Rechtsextremist und Anführer der Terrorgruppe The Order
- Mathews, Robin, amerikanische Maskenbildnerin
- Mathews, Ronnie (1935–2008), US-amerikanischer Jazzpianist
- Mathews, Russell (1921–2000), australischer Wirtschaftswissenschaftler
- Mathews, Shailer (1863–1941), US-amerikanischer Theologe
- Mathews, Thom (* 1958), US-amerikanischer SchauspielerThom Mathews (* 1958)

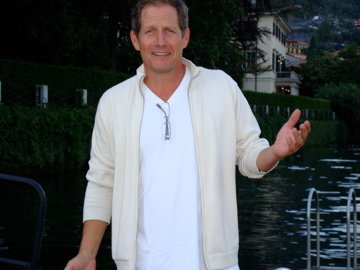
Thom Mathews (* 1958)

- Mathews, Thomas (1676–1751), britischer Admiral und Politiker
- Mathews, Vincent (1766–1846), US-amerikanischer Jurist und Politiker
- Mathews, Walter J. (1850–1947), US-amerikanischer Architekt
- Mathewson, Christy (1880–1925), US-amerikanischer Baseballspieler
- Mathewson, Courtney (* 1986), US-amerikanische Wasserballspielerin
- Mathewson, Dana (* 1990), US-amerikanische Rollstuhltennisspielerin
- Mathewson, Elisha (1767–1853), US-amerikanischer Politiker
- Mathewson, Lemuel (1899–1970), US-amerikanischer Offizier, Generalleutnant der US Army, Berater von Präsident Franklin D. Roosevelt
- Mathewson, Ron (1944–2020), britischer Jazzbassist
- Mathey, Dean (1890–1972), US-amerikanischer Börsenmakler, Tennisspieler und Förderer der Princeton University
- Mathey, Florent, neukaledonischer Badmintonspieler
- Mathéy, Georg Alexander (1884–1968), deutscher Grafiker und Briefmarkenkünstler
- Mathey, Jean Baptiste († 1695), französischer Maler und Architekt des Barock
- Mathey, Pedro (1928–1985), peruanischer Radrennfahrer
- Mathez, Cynthia (* 1985), Schweizer Badmintonspielerin
- Mathez, Guy (* 1946), Schweizer Fussballtrainer

### Mathi
- Mathi, Maria (1889–1961), deutsche Schriftstellerin und Lyrikerin
- Mathiak, Walter (1930–2013), deutscher Richter
- Mathias, äthiopischer Patriarch der Orthodoxen Tewahedo-KircheMathias

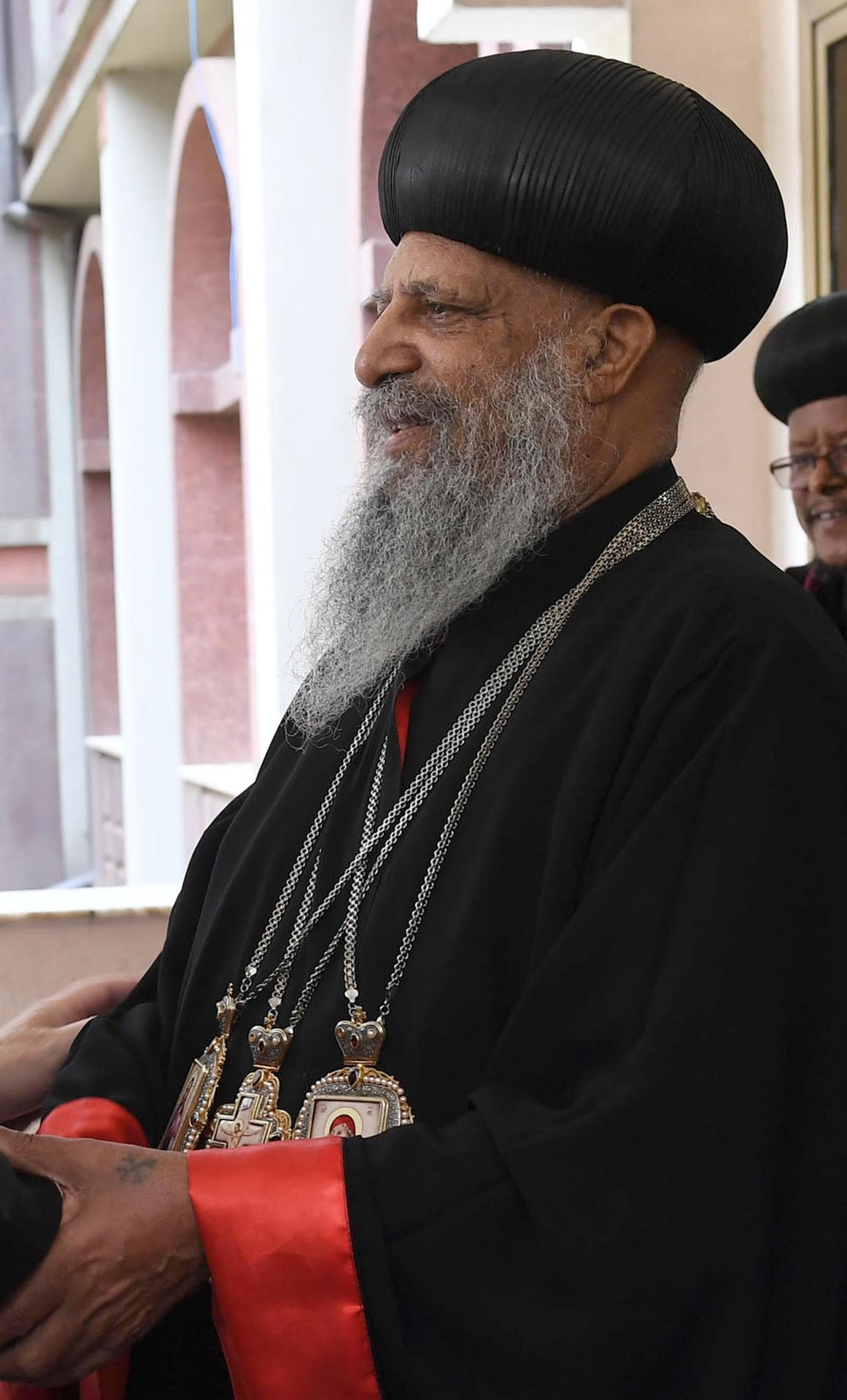
Mathias

- Mathias von Neumarkt († 1370), Zisterziensermönch sowie Weihbischof in Olmütz und in Breslau
- Mathias, Alphonsus (1928–2024), indischer Geistlicher, römisch-katholischer Erzbischof
- Mathias, Bob (1930–2006), US-amerikanischer Leichtathlet und Politiker
- Mathias, Charles (1922–2010), US-amerikanischer Politiker
- Mathias, Charline (* 1992), luxemburgische Leichtathletin
- Mathias, Dietmar (* 1940), deutscher evangelischer Theologe und Alttestamentler
- Mathias, Emmanuel (* 1986), togoischer Fußballspieler
- Mathias, Gerald John (* 1953), indischer Geistlicher, römisch-katholischer Bischof von Lucknow
- Mathias, Harry, US-amerikanischer Kameramann, Filmproduzent, Autor und Filmschaffender
- Mathias, Leonardo Charles Zaffiri Duarte (1936–2020), portugiesischer Diplomat
- Mathias, Louis (1887–1965), französischer Ordenspriester und römisch-katholischer Erzbischof
- Mathias, Marcello de Zaffiri Duarte (* 1938), portugiesischer Diplomat und Autor
- Mathias, Merritt (* 1990), US-amerikanische Fußballspielerin
- Mathias, Mildred E. (1906–1995), US-amerikanische Botanikerin und Hochschullehrerin
- Mathias, Morin, indische Badmintonspielerin
- Mathias, Oskar (1900–1969), österreichischer Astronom
- Mathias, Regine (* 1950), deutsche Japanhistorikerin
- Mathias, Roland (1915–2007), walisischer Schriftsteller
- Mathias, Sean (* 1956), britischer Schauspieler, Regisseur und Drehbuchautor
- Mathias, Tania (* 1964), britische Politikerin (Conservative Party)
- Mathias, Vincent (* 1967), französischer Kameramann
- Mathias, William (1934–1992), walisischer Komponist
- Mathías, Wilson Tiago (* 1983), brasilianischer Fußballspieler
- Mathias-Clamath, Claus (* 1955), deutscher Sänger, Gitarrist, Komponist und Texter
- Mathiaschitz, Maria-Luise (* 1957), österreichische Politikerin (SPÖ); Bürgermeisterin von Klagenfurt, Ärztin
- Mathiasen, Jan (* 1957), dänischer Segler
- Mathiasen, Karl (* 1893), grönländischer Landesrat
- Mathiassen, Knud (* 1987), grönländischer Politiker
- Mathibeli, Teboho (* 1970), lesothischer Boxer
- Mathibelle, Tsepo Ramonene (* 1991), lesothischer Leichtathlet
- Mathier, Marcel (1936–2021), Schweizer Rechtsanwalt und Sportfunktionär
- Mathies, Carl (1820–1895), deutscher Versicherungsmanager
- Mathies, Carl (1849–1906), deutscher Politiker, MdHB, Senator und Kaufmann
- Mathies, Hermann (1852–1927), deutscher Wasserbau-Ingenieur, preußischer Baubeamter, Parlamentarier, Industrie-Manager
- Mathies, Hildegard (* 1969), deutsche Journalistin
- Mathies, Jürgen (* 1960), deutscher Polizeibeamter und politischer Beamter, Polizeipräsident, StaatssekretärJürgen Mathies (* 1960)

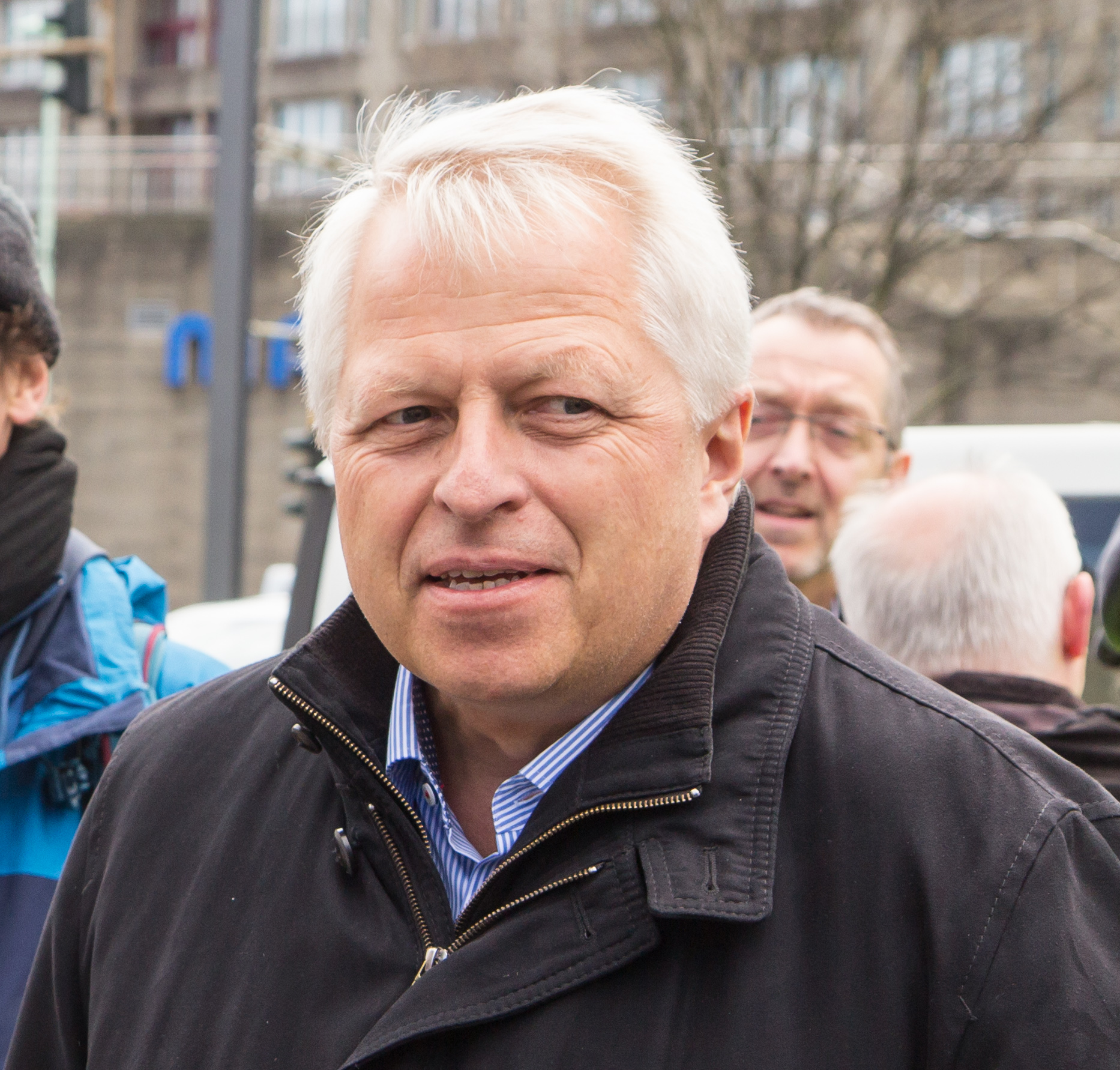
Jürgen Mathies (* 1960)

- Mathies, Lukas (* 1991), österreichischer Snowboarder
- Mathies, Paul de (1868–1924), deutscher katholischer Priester und Schriftsteller
- Mathiesen, Brian Vad (* 1978), dänischer Ingenieurwissenschaftler und Hochschullehrer an der Universität Aalborg
- Mathiesen, Charles (1911–1994), norwegischer Eisschnellläufer
- Mathiesen, Hein-Arne (* 1971), norwegischer Skispringer
- Mathiesen, Johannes (* 1881), grönländischer Landesrat
- Mathiesen, Lone (* 1972), dänische Handballspielerin und -trainerin
- Mathiesen, Lorentz Frederik (1832–1920), dänischer Kaufmann und kommissarischer Inspektor in Grönland
- Mathiesen, Mattis (1924–2010), norwegischer Fotograf, Kameramann und Filmproduzent
- Mathiesen, Otto (1870–1935), dänischer Kaufmann
- Mathiesen, Pål (* 1977), norwegischer Sänger
- Mathiesen, Per (1885–1961), norwegischer Turner
- Mathiesen, Pernille (* 1997), dänische Radrennfahrerin
- Mathiesen, Thomas (1933–2021), norwegischer Rechtssoziologe
- Mathiesen, Wilhelm (1859–1936), deutscher Mechaniker und Erfinder, Pionier der Kohlebogenlampe
- Mathieson, John (* 1961), britischer KameramannJohn Mathieson (* 1961)

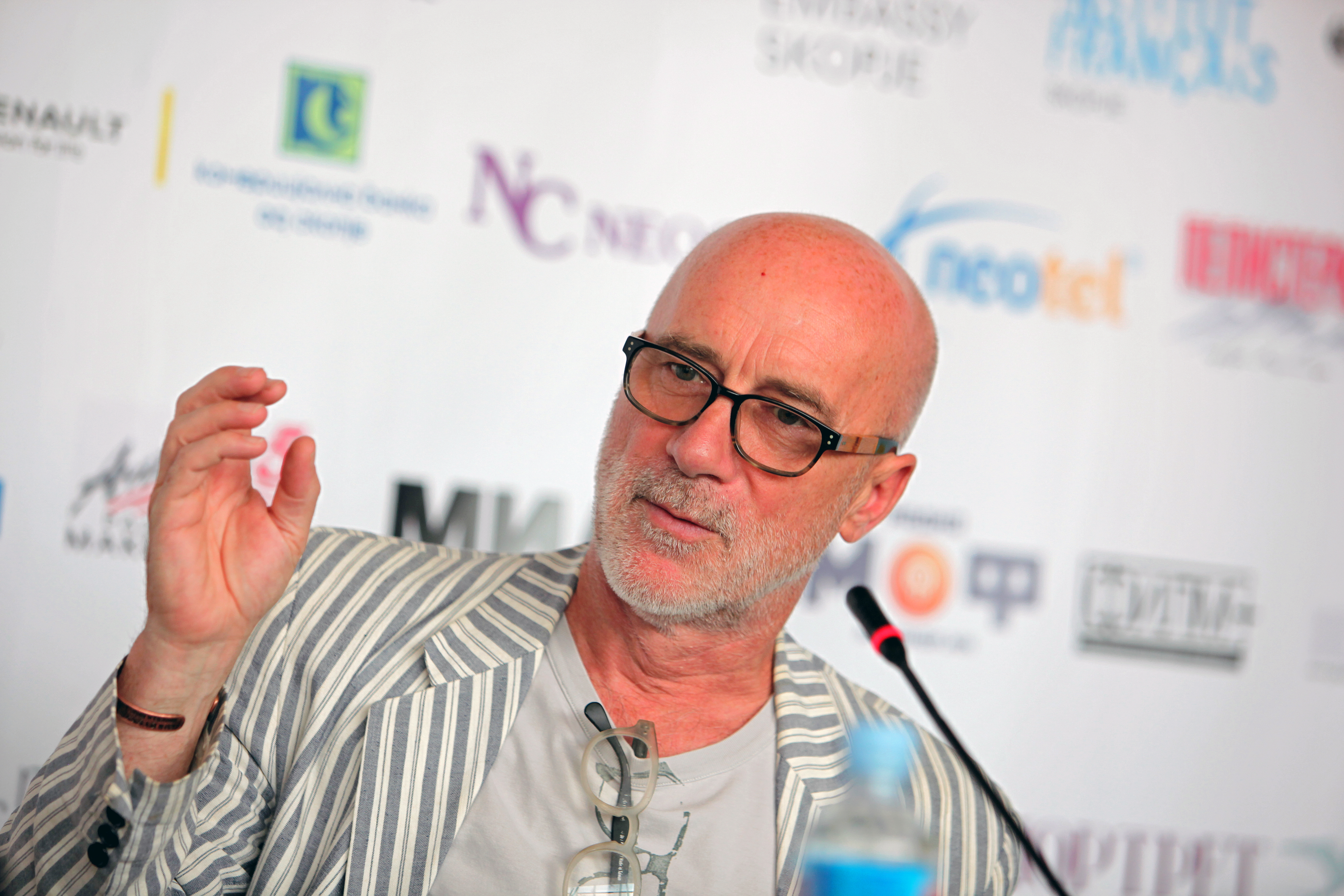
John Mathieson (* 1961)

- Mathieson, Muir (1911–1975), britischer musikalischer Leiter und Dirigent
- Mathieson, Taso (1908–1991), britischer Autorennfahrer und Buchautor
- Mathieu († 1398), Graf von Foix (1391–1398), Vizegraf von Castelbon (1381–1398) und Vizegraf von Béarn, Marsan und Lautrec sowie Co-Herr von Andorra
- Mathieu de Bourbon († 1504), Gouverneur von Guyenne und Picardie
- Mathieu de Clermont († 1291), Marschall des Hospitaliterordens
- Mathieu de Foix-Comminges († 1453), Graf von Comminges
- Mathieu de Lorraine († 1217), lothringischer Adeliger, Bischof von Toul
- Mathieu Houillon, Véronique (* 1955), französische Politikerin (UMP), MdEP
- Mathieu I. de Marly († 1203), Herr von Marly und Attichy, Kreuzfahrer
- Mathieu I. de Montmorency († 1160), Connétable von Frankreich
- Mathieu II. de Montmorency († 1230), französischer Adliger
- Mathieu III. de Montmorency († 1270), Herr von Montmorency
- Mathieu IV. de Montmorency († 1305), Herr von Montmorency
- Mathieu, Abel, französischer Jurist und Romanist
- Mathieu, André (1929–1968), kanadischer Pianist und Komponist
- Mathieu, Anselme (1828–1895), französischer Dichter okzitanischer Sprache
- Mathieu, Bernd (* 1954), deutscher Journalist und Chefredakteur
- Mathieu, Bruno (* 1958), französischer Organist
- Mathieu, Chantal (* 1951), französische Harfenistin
- Mathieu, Christoph, deutscher Drehbuchautor und Journalist
- Mathieu, Claire (* 1965), französische Informatikerin und Mathematikerin
- Mathieu, Claude Louis (1783–1875), französischer Mathematiker und Astronom
- Mathieu, Dennise (* 1951), US-amerikanische Diplomatin
- Mathieu, Dominique (* 1963), belgischer römisch-katholischer Ordensgeistlicher, Erzbischof von Teheran-Isfahan im Iran und KardinalDominique Mathieu (* 1963)

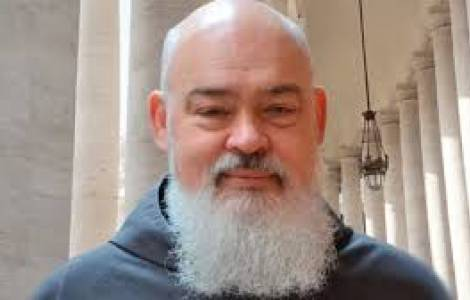
Dominique Mathieu (* 1963)

- Mathieu, Émile Léonard (1835–1890), französischer Mathematiker
- Mathieu, Evelyn (* 1965), puerto-ricanische Leichtathletin
- Mathieu, Félix (* 1937), französischer Skilangläufer
- Mathieu, François-Désiré (1839–1908), französischer Kurienkardinal, Historiker und Schriftsteller
- Mathieu, Frantz (* 1952), haitianisch-US-amerikanischer Fußballspieler
- Mathieu, Fritz Rupprecht (1925–2010), deutscher Maler, Bildhauer und Grafiker
- Mathieu, Georges (1921–2012), französischer Maler
- Mathieu, Hartmut (1944–2009), deutscher Redakteur und Politiker (CDU), MdL
- Mathieu, Jean-Paul (* 1940), französischer Geistlicher, emeritierter römisch-katholischer Bischof von Saint-Dié
- Mathieu, Jeannie (1932–2024), französische Badmintonspielerin
- Mathieu, Jérémy (* 1983), französischer FußballspielerJérémy Mathieu (* 1983)

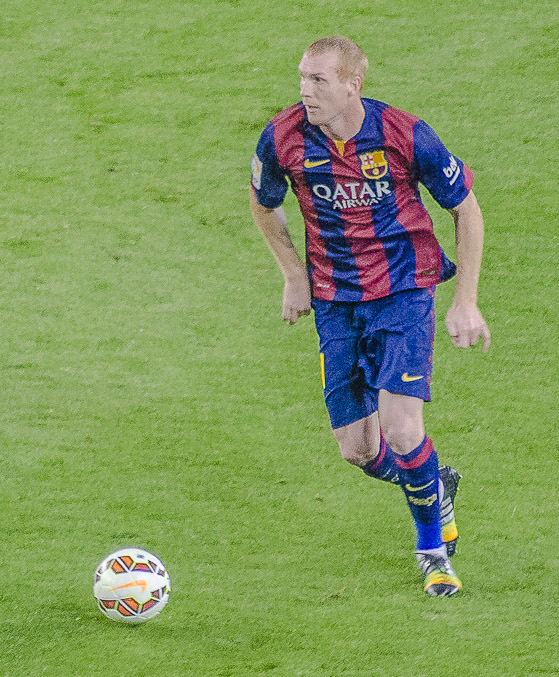
Jérémy Mathieu (* 1983)

- Mathieu, Johann (1888–1961), deutscher Kommunist und Gewerkschaftsfunktionär
- Mathieu, Jon (* 1952), Schweizer Historiker
- Mathieu, Joseph (1903–1965), deutscher Ingenieur und Hochschullehrer
- Mathieu, Julien (* 1982), französischer Tennisspieler
- Mathieu, Julienne, französische Schauspielerin
- Mathieu, Marc-Antoine (* 1959), französischer Comiczeichner
- Mathieu, Marie (* 1956), puerto-ricanische Leichtathletin
- Mathieu, Marie-Sœurette (1949–2023), haitianisch-kanadische Autorin
- Mathieu, Mario (1917–1999), argentinischer Radrennfahrer
- Mathieu, Maurice (1768–1833), französischer Divisionsgeneral der Infanterie
- Mathieu, Maurice (1928–2018), französischer Badmintonspieler
- Mathieu, Michael (* 1984), bahamaischer Sprinter
- Mathieu, Mireille (* 1946), französische SängerinMireille Mathieu (* 1946)

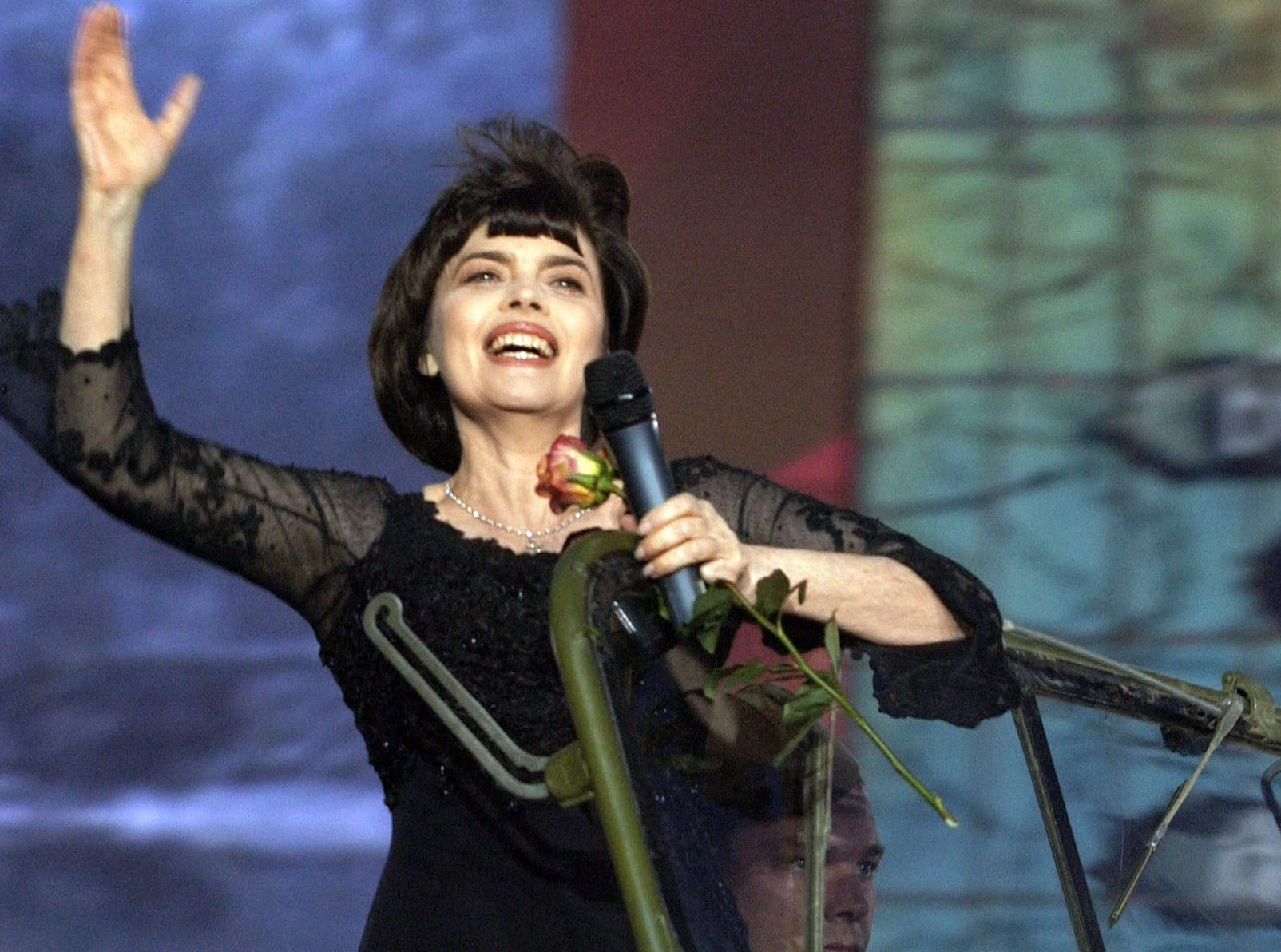
Mireille Mathieu (* 1946)

- Mathieu, Nicolas (* 1978), französischer Schriftsteller
- Mathieu, Olivier Elzéar (1853–1929), kanadischer Geistlicher, römisch-katholischer Erzbischof von Regina
- Mathieu, Paul-Henri (* 1982), französischer Tennisspieler
- Mathieu, Pierre (1943–2014), niederländischer Volleyballtrainer
- Mathieu, Pierre-François (1808–1864), französischer Gelehrter
- Mathieu, Raphaël (* 1983), französischer Curler
- Mathieu, Rémi (* 1948), französischer Sinologe
- Mathieu, Rodolphe (1890–1962), kanadischer Pianist, Komponist und Musikpädagoge
- Mathieu, Simonne (1908–1980), französische Tennisspielerin
- Mathieu, Stephan (* 1967), deutscher Musiker und Klangkünstler
- Mathieu, Theodor (1919–1995), deutscher Jurist und Politiker (CSU)
- Mathieu, Tyrann (* 1992), US-amerikanischer American-Football-SpielerTyrann Mathieu (* 1992)

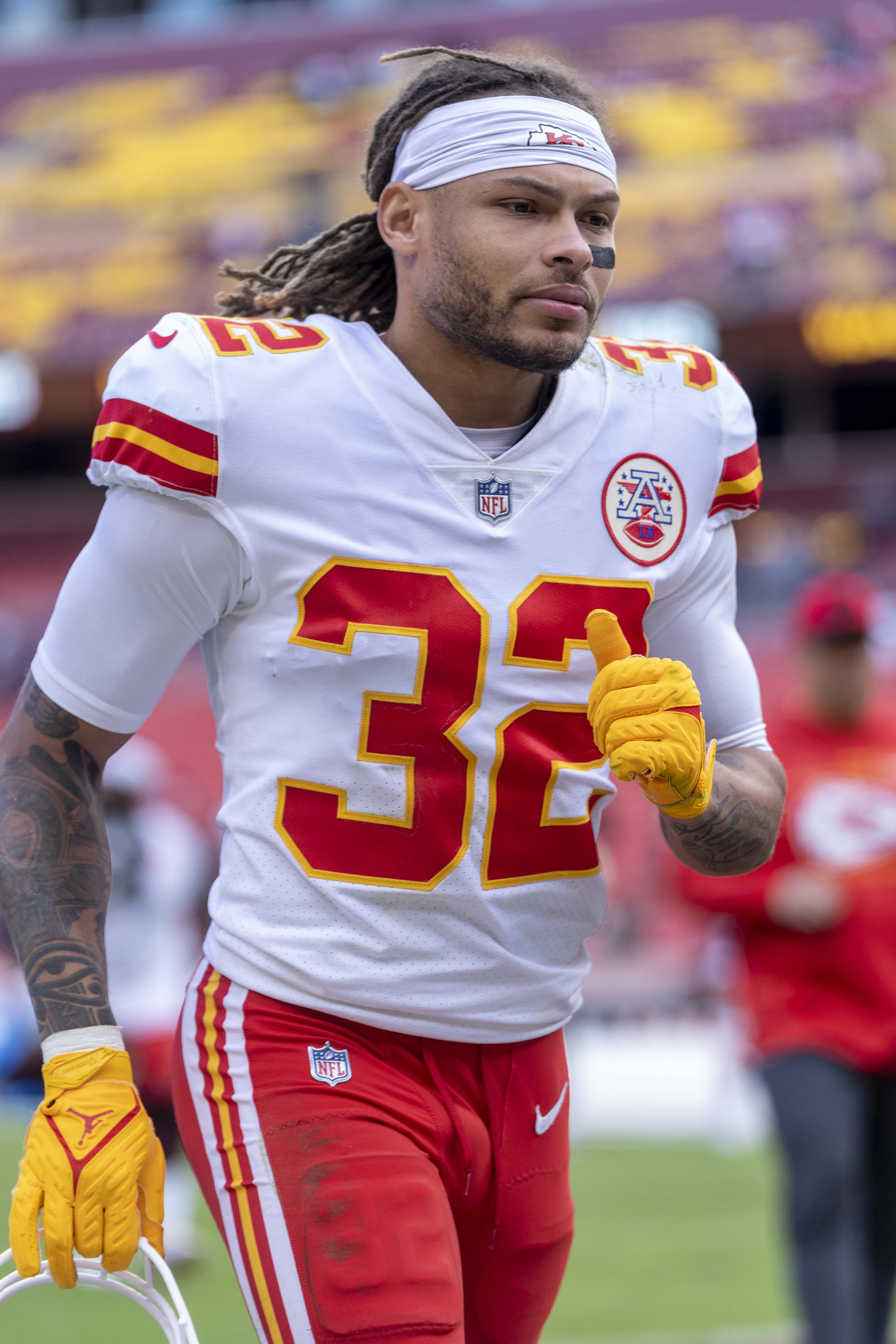
Tyrann Mathieu (* 1992)

- Mathieu, W. A. (* 1937), US-amerikanischer Komponist, Pianist und Musikpädagoge
- Mathieu, Yvan (* 1961), kanadischer Ordensgeistlicher, römisch-katholischer Weihbischof in Ottawa-Cornwall
- Mathieu-Bodet, Pierre (1816–1911), französischer Politiker
- Mathieux, Justine (* 1996), französische Triathletin
- Mathiez, Albert (1874–1932), französischer Historiker
- Mathijsen, Antonius (1805–1878), niederländischer Mediziner
- Mathijsen, Jens (* 2007), niederländischer Fußballspieler
- Mathijsen, Joris (* 1980), niederländischer Fußballspieler
- Mathijssen, Danny (* 1983), niederländischer Fußballspieler
- Mathilda von Boulogne (1105–1152), Königin von England und Gräfin von Boulogne
- Mathilde, Äbtissin des Stifts Essen
- Mathilde, polnische Prinzessin
- Mathilde, Gräfin von Nassau
- Mathilde († 968), Gemahlin König Heinrichs I.
- Mathilde (949–1011), Äbtissin in Essen
- Mathilde (955–999), erste Äbtissin auf dem Stiftsberg in Quedlinburg
- Mathilde (979–1025), Tochter Ottos II., heiratete den Pfalzgrafen Ezzo
- Mathilde (1215–1274), Gräfin von Saarbrücken
- Mathilde (1268–1329), Gräfin von Artois sowie durch Heirat Pfalzgräfin von Burgund und Pair von Frankreich
- Mathilde d’Udekem d’Acoz (* 1973), belgische Adelige, Königin der BelgierMathilde d’Udekem d’Acoz (* 1973)

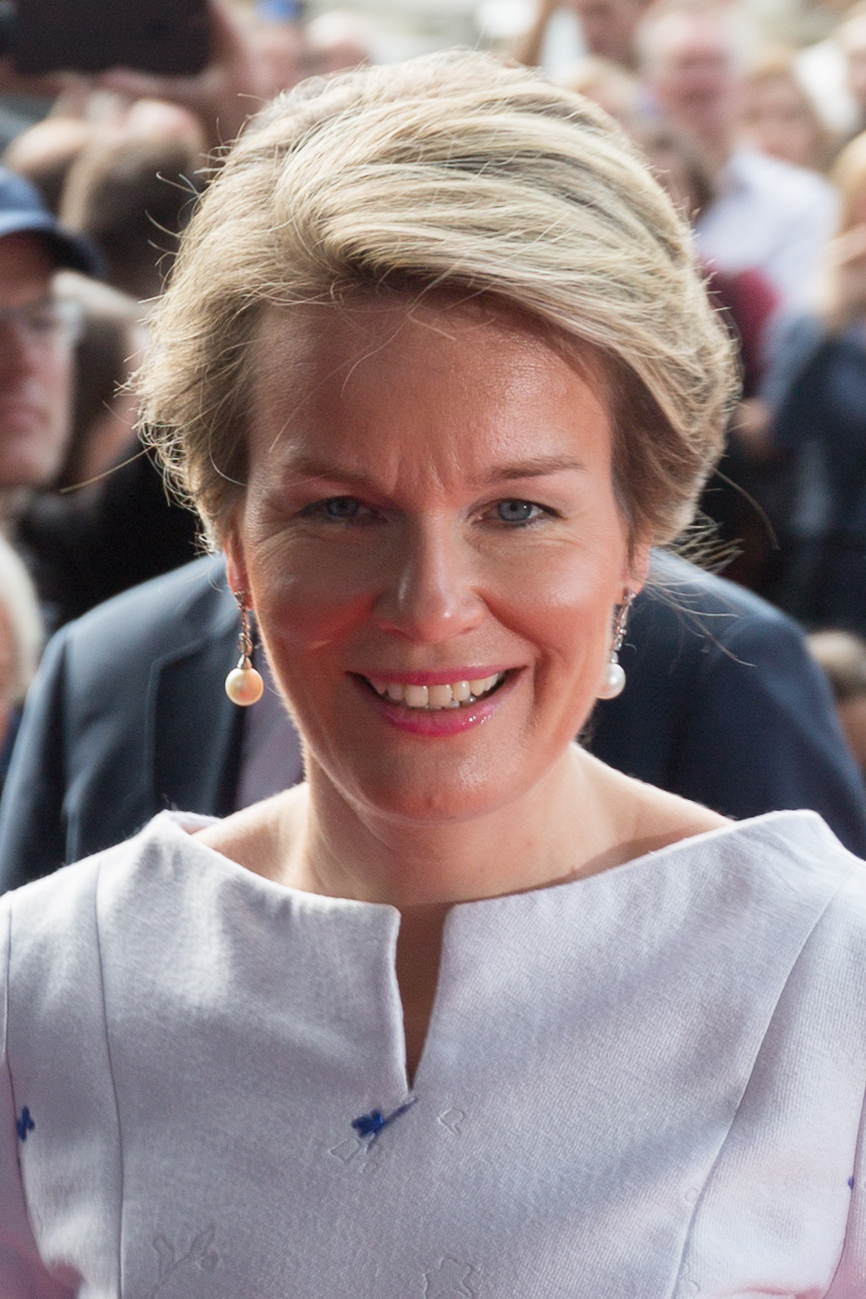
Mathilde d’Udekem d’Acoz (* 1973)

- Mathilde I. († 1228), Herrin von Bourbon
- Mathilde II. († 1262), Gräfin von Nevers, Auxerre und Tonnerre
- Mathilde Karoline von Bayern (1813–1862), Prinzessin von Bayern
- Mathilde Plantagenet († 1189), älteste Tochter von König Heinrich II.
- Mathilde von Andechs, Tochter des Markgrafen Berthold III. von Istrien, Graf von Andechs
- Mathilde von Angoulême, Erbin von Angoulême aus dem Haus Taillefer
- Mathilde von Baden († 1485), Äbtissin in Trier
- Mathilde von Bayern (1313–1346), Tochter von Ludwig IV. und Beatrix von Schlesien-Schweidnitz
- Mathilde von Bayern (1877–1906), Prinzessin von Bayern
- Mathilde von Brabant (1224–1288), Gräfin von Artois und Saint-Pol
- Mathilde von Brandenburg († 1261), durch Heirat Herzogin von Braunschweig-Lüneburg
- Mathilde von Canossa († 1115), Markgräfin auf der Burg CanossaMathilde von Canossa († 1115)

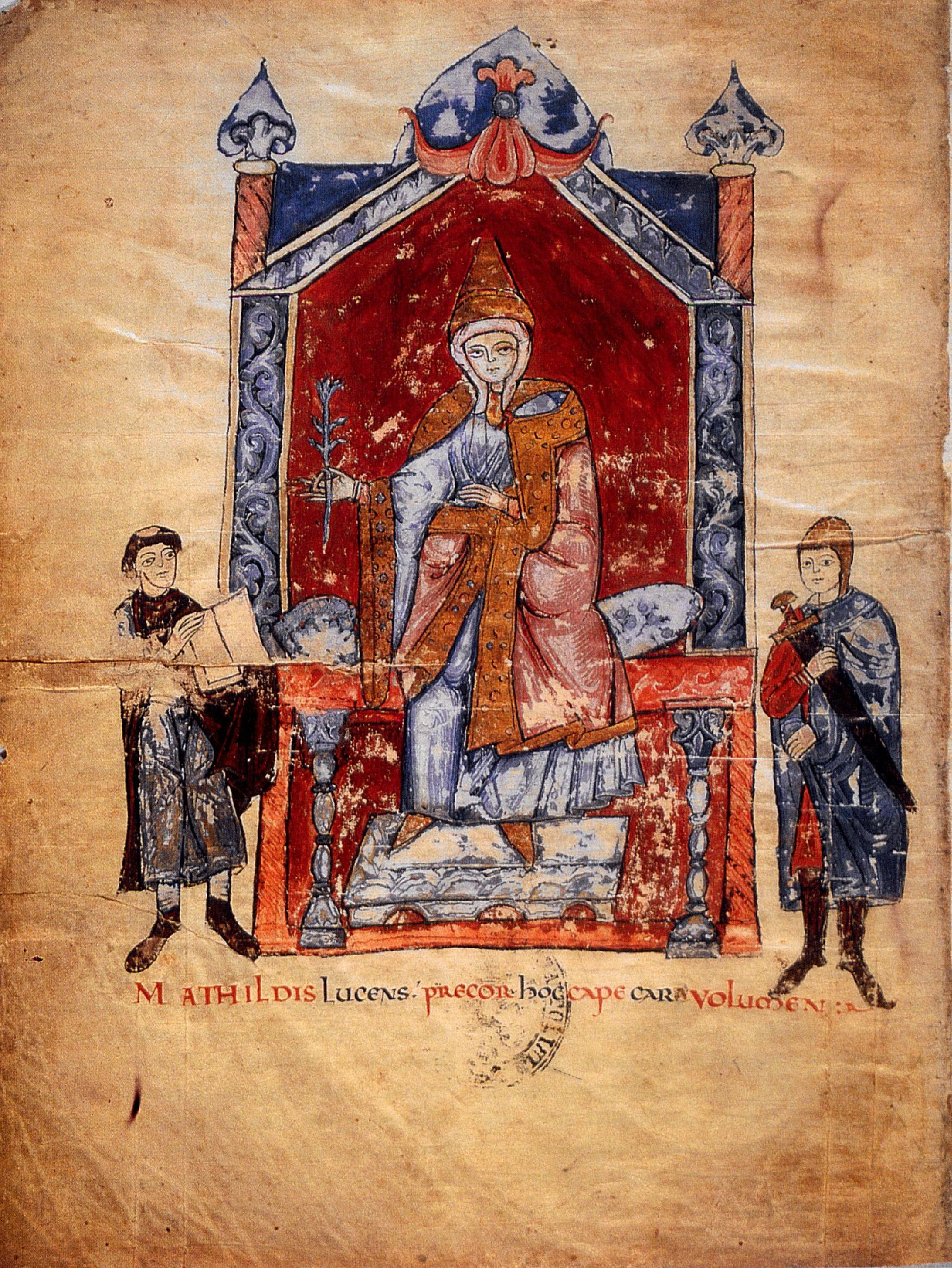
Mathilde von Canossa († 1115)

- Mathilde von Courtenay († 1257), Gräfin von Nevers, Auxerre und Tonnerre
- Mathilde von Dammartin († 1259), französische Gräfin, Königin von Portugal
- Mathilde von Flandern († 1083), Ehefrau Wilhelm des Eroberers, Herzogin der Normandie
- Mathilde von Franken († 1034), Verlobte von König Heinrich I. von Frankreich
- Mathilde von Friesland († 1044), Königin von Frankreich
- Mathilde von Habsburg (1253–1304), Mitglied des Hauses Habsburg
- Mathilde von Hennegau (1293–1331), Fürstin von Achaia
- Mathilde von Sachsen (1863–1933), deutsche Adelige, Prinzessin von Sachsen
- Mathilde von Savoyen (1125–1157), Königin von Portugal
- Mathilde von Schwaben († 1032), durch Heirat Herzogin von Kärnten und Oberlothringen
- Mathilde von Schwaben (1048–1060), Herzogin von Schwaben
- Mathilde von Spanheim, Tochter des Kärntner Herzogs Engelbert II. von Spanheim und seiner Gemahlin Uta von Passau
- Mathilde von Vianden († 1253), Adlige
- Mathiopoulos, Margarita (* 1956), deutsche Unternehmerin und PublizistinMargarita Mathiopoulos (* 1956)

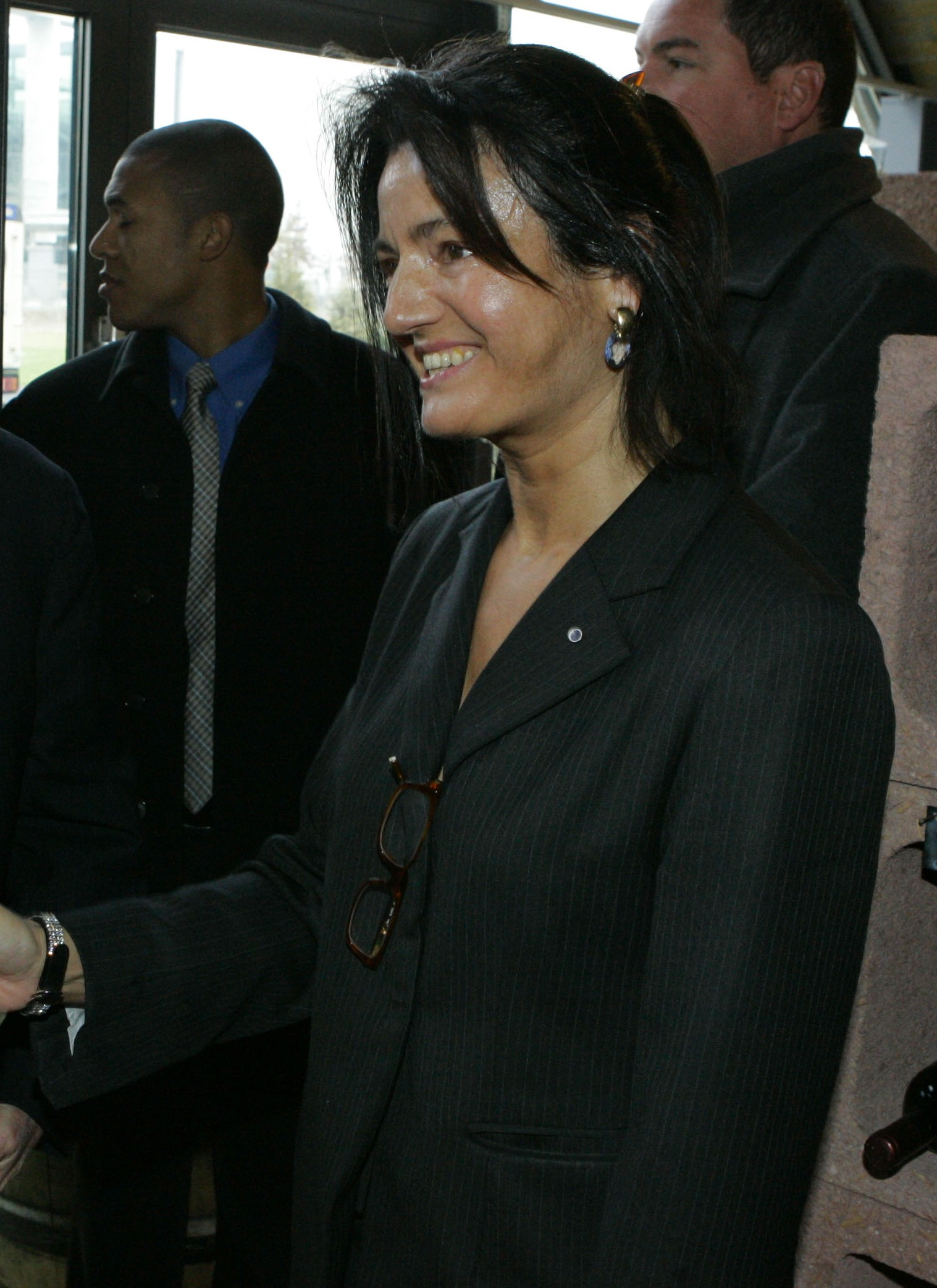
Margarita Mathiopoulos (* 1956)

- Mathiopoulou-Tornaritou, Elsie (1928–2022), griechische Neogräzistin
- Mathiot, Joshua (1800–1849), US-amerikanischer Politiker
- Mathiot, Xavier (* 1944), französischer Autorennfahrer
- Mathiou, Sophie (* 2002), italienische Skirennläuferin
- Mathis von Treustadt, Maximilian (1808–1886), österreichischer Landwirt und Politiker, Landtagsabgeordneter
- Mathis, Adolf (1938–2021), Schweizer Skirennfahrer
- Mathis, Adriana (* 1994), österreichische Kunstradfahrerin
- Mathis, Agostino (* 1940), italienischer Diplomat
- Mathis, Alexandra (* 1992), österreichische Badmintonspielerin
- Mathis, Ayana (* 1973), US-amerikanische Schriftstellerin und Hochschullehrerin
- Mathis, Benjamin (* 1981), Schweizer Schauspieler
- Mathis, Buster (1943–1995), US-amerikanischer Boxer
- Mathis, Clint (* 1976), US-amerikanischer Fußballspieler
- Mathis, Dawson (1940–2017), US-amerikanischer Politiker
- Mathis, Edith (1938–2025), Schweizer Opernsängerin (Sopran) und Hochschulprofessorin
- Mathis, Émile (1880–1956), Automobilproduzent
- Mathis, Evan (* 1981), US-amerikanischer American-Football- und Pokerspieler
- Mathis, Franz (* 1946), österreichischer Wirtschaftshistoriker
- Mathis, Giovannes (1824–1912), rätoromanischer Schriftsteller, Romancier und Poet
- Mathis, Hans (1882–1944), deutscher Maler
- Mathis, Hubert (* 1950), französischer Radrennfahrer
- Mathis, Jean-Claude (* 1939), französischer Politiker, Mitglied der Nationalversammlung
- Mathis, Johnny (1933–2011), US-amerikanischer Country-Sänger und Komponist
- Mathis, Johnny (* 1935), US-amerikanischer Sänger und EntertainerJohnny Mathis (* 1935)

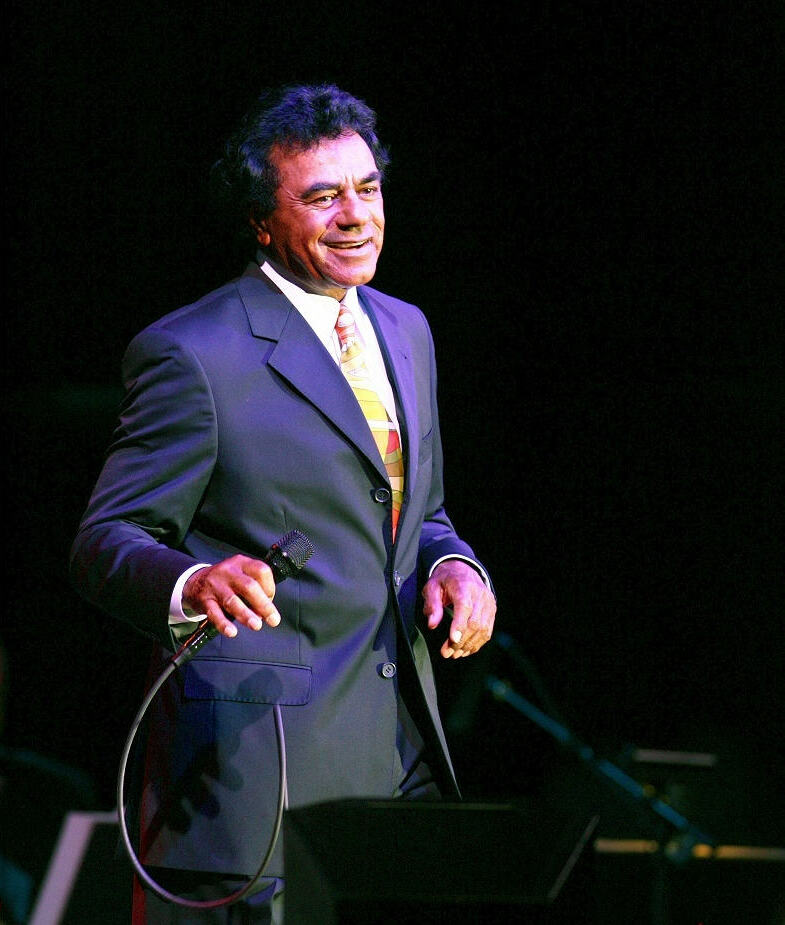
Johnny Mathis (* 1935)

- Mathis, June (1892–1927), US-amerikanische Drehbuchautorin
- Mathis, Karl (1845–1917), deutscher Jurist und Politiker
- Mathis, Kurt (* 1946), österreichischer Kaufmann und Politiker (ÖVP), Abgeordneter zum Nationalrat
- Mathis, Lionel (* 1981), französischer Fußballspieler
- Mathis, Ludwig Emil (1797–1874), preußischer Verwaltungsjurist und Präsident des Evangelischen Oberkirchenrates
- Mathis, Marcel (* 1991), österreichischer Skirennläufer
- Mathis, Marco (* 1994), deutscher Radrennfahrer
- Mathis, Maria (* 1967), österreichische Sängerin und Fernsehmoderatorin
- Mathis, Marie (1868–1935), deutsche Sozialbeamtin und Politikerin (DVP, DNVP), MdL
- Mathis, Maurice (* 1999), österreichischer Fußballspieler
- Mathis, Michaela (* 1989), österreichische Badmintonspielerin
- Mathis, Muda (* 1959), Schweizer Performance-, Musik- und Videokünstlerin
- Mathis, Noa (* 2003), österreichischer Fußballspieler
- Mathis, Peter (* 1961), österreichischer Fotograf
- Mathis, Rageth, Schweizer Glockengiesser in Chur
- Mathis, Rashean (* 1980), US-amerikanischer American-Football-Spieler
- Mathis, Rino (* 1972), Schweizer Pokerspieler
- Mathis, Robert (* 1981), US-amerikanischer American-Football-Spieler
- Mathis, Robert C. (1927–2016), US-amerikanischer Offizier, General der US Air Force
- Mathis, Roger (1921–2015), Schweizer Fussballspieler
- Mathis, Samantha (* 1970), US-amerikanische SchauspielerinSamantha Mathis (* 1970)

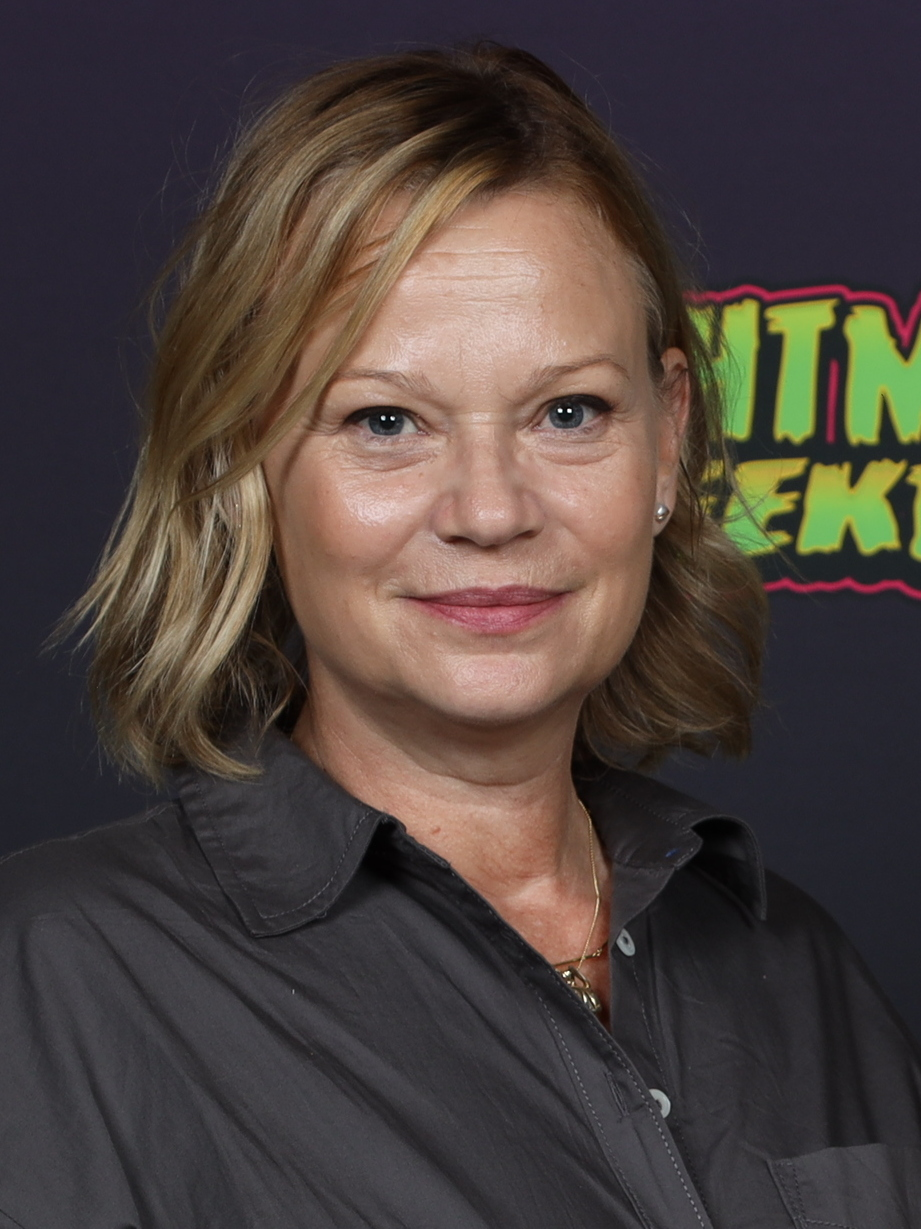
Samantha Mathis (* 1970)

- Mathis, Wolfgang (* 1950), deutscher Elektrotechniker, Professor für theoretische Elektrotechnik an der Universität Hannover
- Mathis-Ullrich, Franziska (* 1987), deutsche Forscherin Medizin-Robotik
- Mathisen, Alexander (* 1986), norwegischer Fußballspieler
- Mathisen, Bente Stein (* 1956), norwegische Politikerin
- Mathisen, Ivar (1920–2008), norwegischer Kanute
- Mathisen, Leo (1906–1969), dänischer Jazzpianist, Sänger, Arrangeur, Komponist und Bandleader
- Mathisen, Marcus (* 1996), dänischer Fußballspieler
- Mathisen, Mathis (* 1937), norwegischer Schriftsteller
- Mathisen, Oscar (1888–1954), norwegischer Eisschnellläufer
- Mathisen, Øystein (* 1991), norwegischer Politiker
- Mathisen, Sigurd (1884–1919), norwegischer Eisschnellläufer
- Mathisen, Svein (1952–2011), norwegischer Fußballspieler und -funktionär
- Mathison, Cameron (* 1969), kanadischer Schauspieler
- Mathison, Daley (1991–2019), britischer Motorradrennfahrer
- Mathison, Melissa (1950–2015), US-amerikanische Drehbuchautorin
- Mathisson, Myron (1897–1940), polnischer Mathematiker und Physiker
- Mathiszik, Willi (* 1984), deutscher Leichtathlet
- Mathivat, Jacques (1932–2012), französischer Bauingenieur und Brückenbauer
- Mathivet, Sandrine (* 1968), französische Fußballspielerin und -trainerin

### Mathl
- Mathlouthi, Ali (* 1987), französischer Fußballspieler
- Mathlouthi, Aymen (* 1984), tunesischer Fußballtorhüter
- Mathlouthi, Emel (* 1982), tunesische Sängerin und SongwriterinEmel Mathlouthi (* 1982)

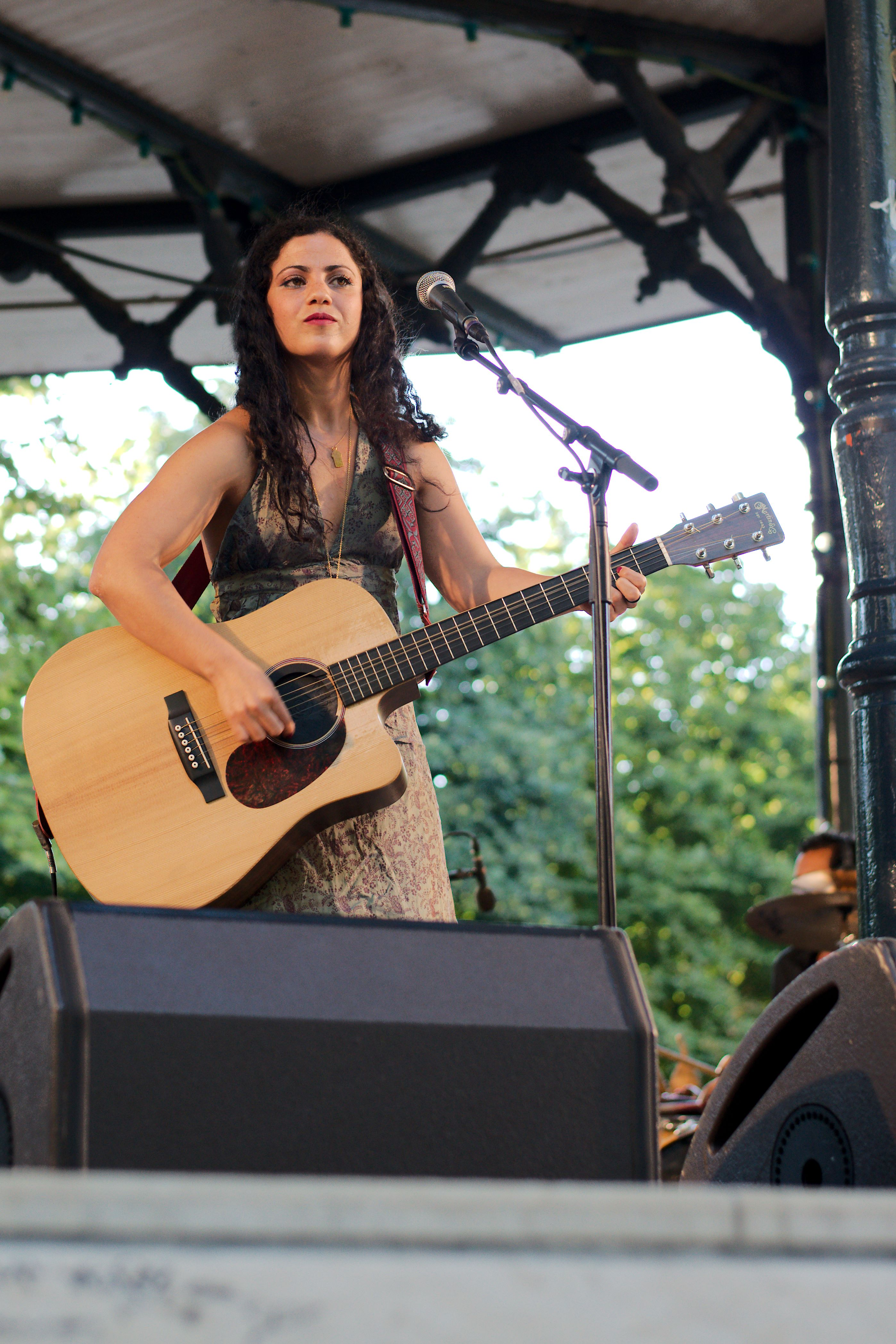
Emel Mathlouthi (* 1982)

- Mathlouthi, Hamza (* 1992), tunesischer Fußballspieler

### Mathm
- Mathmann, Philipp (* 1986), deutscher Countertenor und Arzt

### Matho
- Matho, Jean-Baptiste (1663–1743), französischer Komponist des Barock
- Mathoera, Krishna (* 1963), surinamische Politikerin und Polizistin
- Mathoi, Dieter (1943–2012), österreichischer Architekt
- Mathoi, Marion (* 1963), österreichische Schauspielerin
- Mathon de La Cour, Charles-Joseph (1738–1793), französischer Ökonom, Philanthrop und Autor
- Mathon de La Cour, Jacques (1712–1777), französischer Mathematiker und Mechaniker
- Mathon, Claire (* 1975), französische Kamerafrau
- Mathos, Edouard (1948–2017), zentralafrikanischer Geistlicher, römisch-katholischer Bischof von Bambari
- Mathosa, Lebo (1977–2006), südafrikanische Sängerin
- Mathot, Alain (* 1972), belgischer Abgeordneter und Bürgermeister
- Mathot, Guy (1941–2005), belgischer, wallonischer Politiker
- Mathot, Jacques, französischer Filmtechniker und Ingenieur
- Mathot, Léon (1885–1968), belgisch-französischer Filmschauspieler und Filmregisseur
- Mathot, Olivier (1924–2011), französischer Schauspieler, Filmregisseur und Filmproduzent
- Mathou (1950–2010), deutscher Songschreiber und Sänger
- Mathov, Arturo (1915–1989), argentinischer Politiker und Diplomat

### Mathr
- Mathratus, Minister des Ministeriums „Tuverasca“

### Maths
- Mathsson, Bruno (1907–1988), schwedischer Architekt und Designer

### Mathu
- Mathunjawa, Dan (* 1970), eswatinischer Boxer
- Mathur, Mohan Prakash (* 1908), indischer Diplomat
- Mathur, R. D. († 2001), indischer Kameramann und Regisseur
- Mathur, Shiv Charan (1926–2009), indischer Politiker
- Mathurin, Bennedict (* 2002), kanadischer Basketballspieler
- Mathurin, Ruthny (* 2001), haitianische Fußballspielerin
- Mathushek, Frederick (1814–1891), US-amerikanischer Klavierbauer

### Mathw
- Mathwig, Frank (* 1960), deutscher evangelischer Theologe und Ethiker
- Mathwig, Marla (* 2003), deutsche Handballspielerin

### Mathy
- Mathy, Cédric (* 1970), belgischer Radrennfahrer
- Mathy, François (* 1944), belgischer Springreiter
- Mathy, Heinrich (1883–1916), deutscher Marineoffizier, zuletzt Fregattenkapitän und Luftschiffer
- Mathy, Helmut (1934–2008), deutscher Historiker und Ministerialbeamter
- Mathy, Ignaz Stanislaus von (1765–1832), deutscher römisch-katholischer Bischof
- Mathy, Johann Arnold (1755–1825), pfälzischer Theologe und Mathematiklehrer
- Mathy, Joseph (1944–1969), belgischer Radrennfahrer
- Mathy, Karl (1807–1868), Staatsminister in Baden
- Mathy, Mimie (* 1957), französische Komikerin und Schauspielerin
- Mathy, Reinhold (* 1962), deutscher Fußballspieler
- Mathys, Lisa (* 1978), Schweizer Politikerin (SP)
- Mathys, Lucien (1924–2010), belgischer Radrennfahrer
- Mathys, Marco (* 1987), Schweizer Fussballspieler
- Mathys, Maude (* 1987), Schweizer Skibergsteigerin und Bergläuferin
- Mathys, Max (1933–2023), Schweizer Grafiker, Fotograf und Kunstpädagoge
- Mathys, Patrick (* 1969), Schweizer Bundesangestellter
- Mathys, Peter (* 1941), Schweizer Rechtsanwalt und Autor
- Mathys, Stephan (* 1968), Schweizer Schriftsteller
- Mathyshek, Astrid (* 1989), deutsche Opern- und Konzertsängerin (Sopran und Mezzosopran)
- Mathyssen-Whyman, Jada (* 1999), australische Fußballtorhüterin